# NGC 2959
NGC 2959 é uma galáxia espiral barrada (SBb/P) localizada na direcção da constelação de Ursa Major. Possui uma declinação de +68° 35' 42" e uma ascensão recta de 9 horas, 45 minutos e 08,9 segundos.
A galáxia NGC 2959 foi descoberta em 28 de Outubro de 1831 por John Herschel.